# Giro d’Italia 1914

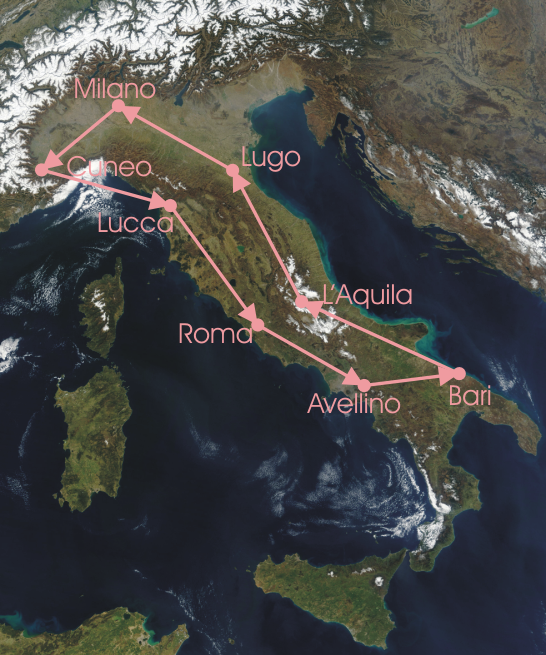
Streckenverlauf des Giro

Der 6. Giro d’Italia fand vom 24. Mai bis 7. Juni 1914 statt und war der letzte Giro vor dem Ersten Weltkrieg. Das Radrennen bestand aus 8 Etappen mit einer Gesamtlänge von 3.162 Kilometern.
Es war der erste Giro, in dem die Gesamtwertung nach Zeit und nicht nach Punkten berechnet wurde. Aufgrund der extremen Streckenlängen (5 von 8 Etappen waren länger als 400 km) erreichten nur 8 von 81 Startenden das Ziel. Alfonso Calzolari errang den Giro-Sieg vor Pierino Albini.

## Etappen
| Etappen   | Start – Ziel    | km  | Etappensieger       | Maglia Rosa       |
| --------- | --------------- | --- | ------------------- | ----------------- |
| 1. Etappe | Mailand – Cuneo | 420 | Angelo Gremo        | Angelo Gremo      |
| 2. Etappe | Cuneo – Lucca   | 340 | Alfonso Calzolari   | Alfonso Calzolari |
| 3. Etappe | Lucca – Rom     | 430 | Costante Girardengo | Alfonso Calzolari |
| 4. Etappe | Rom – Avellino  | 365 | Giuseppe Azzini     | Alfonso Calzolari |
| 5. Etappe | Avellino – Bari | 328 | Giuseppe Azzini     | Giuseppe Azzini   |
| 6. Etappe | Bari – L’Aquila | 428 | Luigi Lucotti       | Alfonso Calzolari |
| 7. Etappe | L’Aquila – Lugo | 429 | Pierino Albini      | Alfonso Calzolari |
| 8. Etappe | Lugo – Mailand  | 420 | Pierino Albini      | Alfonso Calzolari |